# 아브라함 알몬테
아브라함 알몬테(Abraham Almonte, 1989년 6월 27일 ~ )는 도미니카 공화국의 야구 선수이자, 현 메이저 리그 뉴욕 메츠 마이너 리그 산하 소속의 외야수이다.

## 도미니카 프로야구 시절
2008년에 레오네스 델 에스코기도에 입단하였다.

## 미국 프로야구 시절
2013년에 시애틀 매리너스에 입단하였다.

## 트리비아
- 2023년에 로벨 가르시아를 대체할 외국인 야수로 LG 트윈스에 영입될 예정이었으나 메디컬 테스트를 통과하지 못해 계약이 철회됐다.